# Tortora
Tortora este o comună din provincia Cosenza, regiunea Calabria, Italia. Se află la o altitudine de 312 m deasupra nivelului mării. Are o suprafață de 58,22 km². Populația este de 6.163 locuitori, determinată în 1 ianuarie 2018, prin bilanț demografic[*].

## Demografie
Tortora - evoluția demografică

|  | Graficele sunt indisponibile din cauza unor probleme tehnice. Mai multe informații se găsesc la Phabricator și la wiki-ul MediaWiki. |

Date: Recensăminte sau birourile de statistică - grafică realizată de Wikipedia